# Listă de dramaturgi norvegieni
Listă de dramaturgi norvegieni:

## A
- Nini Roll Anker

## B
- Bjørnstjerne Bjørnson
- Johan Bojer
- Oskar Braaten
- Johan Nordahl Brun

## C
- Mathias Calmeyer
- Sigurd Christiansen

## E
- Thorbjørn Egner

## F
- Jon Fosse (n. 1959)

## G
- Hulda Garborg
- Nordahl Grieg

## H
- Inger Hagerup
- Ludvig Holberg
- Ludvig Holberg

## I
- Henrik Ibsen

## K
- Alexander Kielland
- Nils Kjær
- Helge Krog

## L
- Idar Lind
- Erlend Loe

## S
- Gabriel Scott
- Dag Solstad

## Vezi și
- Listă de piese de teatru norvegiene
- Listă de dramaturgi
- Listă de scriitori norvegieni